# Massey-Arran
Massey is een Brits historisch merk van motorfietsen.
De bedrijfsnaam was: Massey Motor Co., later Massey-Arran Motors, Birmingham en Massey Motor Co. Ltd., Blackburn (1920-1931).
Massey onderging in elf jaar tijd zeven naamsveranderingen en evenveel adreswijzigingen. Tussen het verhuizen door bouwde men er 172- tot 490 cc machines met Villiers-, JAP-, Blackburne- en Bradshaw-blokken. Constructeur E.J. Massey richtte in 1924 samen met Howard R. Davies het merk HRD in Wolverhampton op.